# Claus Luthe
Claus Luthe (Wuppertal; 8 de diciembre de 1932 – Múnich; 17 de marzo de 2008) fue un diseñador de automóviles muy renombrado, responsable del diseño del NSU Ro 80, así como también de un buen número de modelos de Audi y BMW. Fue uno de los primeros diseñadores en utilizar técnicas digitales en su trabajo, al pasar los bocetos del Departamento de Diseño al Departamento de Ingeniería en formato electrónico.
Tras morir en 2008, el periódico The Guardian llamó a Luthe "una de las figuras más importantes del diseño de coches en la Europa de posguerra."

## Carrera profesional
Luthe nació en 1932 en Wuppertal, siendo el segundo de cinco hermanos en una familia católica devota. Su padre había fallecido en el Frente oriental cuando él contaba con la edad de 12 años. Luthe originalmente tuvo la intención de estudiar arquitectura como su hermano mayor, no obstante tomó un curso entre 1948 y 1954 como aprendiz en la empresa carrocera Karosseriebauer Voll en Würzburg, donde él trabajó en propuestas para autobuses. Después de haber cumplido su fase como aprendiz, Luthe entró en Deutsche Fiat AG, donde fue, entre otras actividades, responsable del diseño frontal del Fiat 500.

### NSU

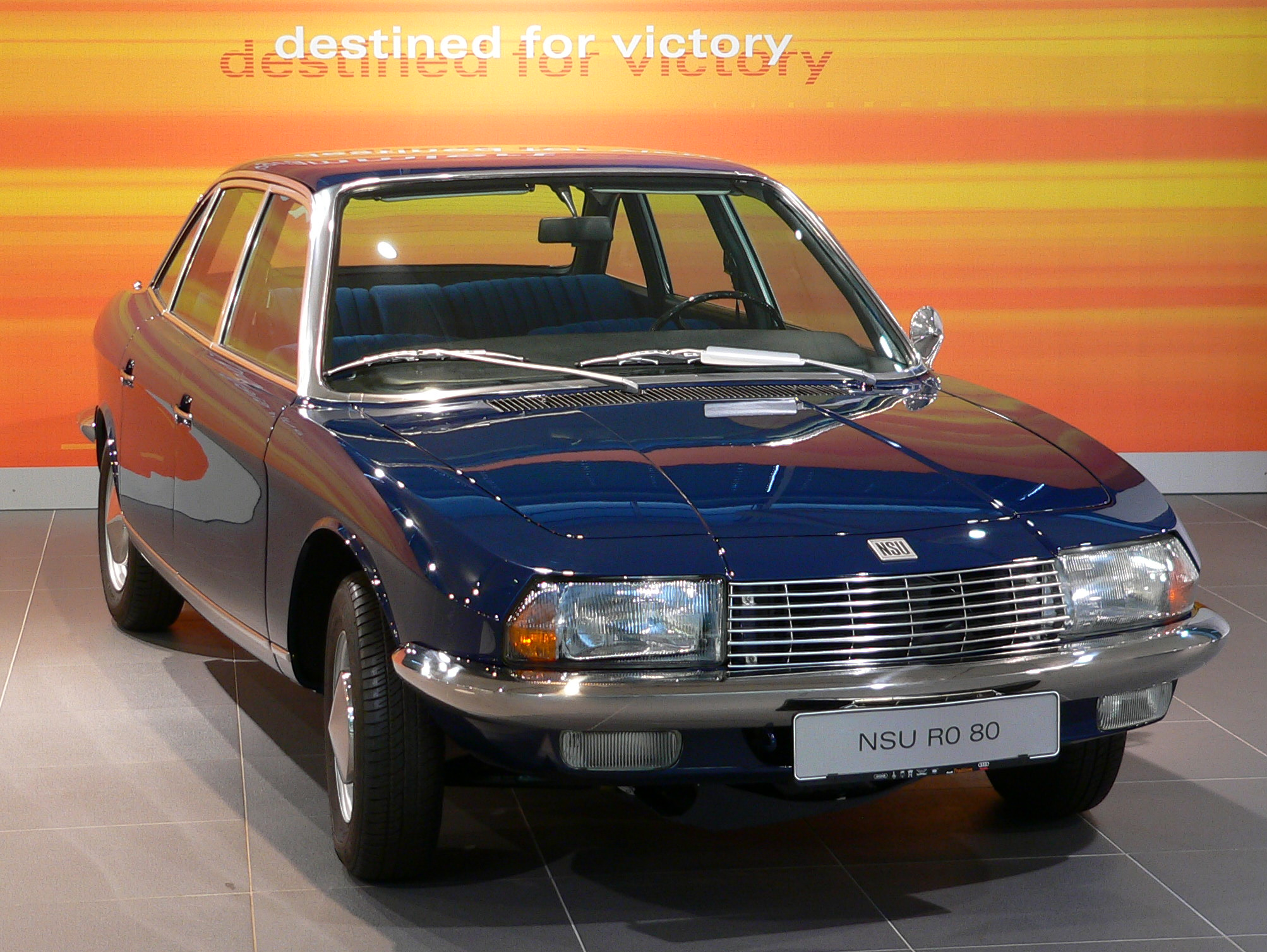
Un NSU Ro 80 en el Audi Forum en Neckarsulm, Alemania.

Sin embargo, pronto se cambió a NSU donde fue pieza fundamental en el desarrollo del Departamento de Diseño de la empresa. Los primeros diseños de Luthe para NSU fueron la segunda generación del NSU Prinz 4 y el NSU Wankel Spider.
El Prinz se parecía al Chevrolet Corvair de esa época, el diseño original se había sido finalizado cuando BMW lanzó su nuevo modelo 700 en 1959, con un estilo muy similar. Fue entonces cuando la Dirección de NSU decidió que se requerían cambios, y un miembro de la mesa directiva de la empresa que había viajado a los Estados Unidos recientemente describió el diseño del Corvair a Luthe, quien incorporó algunos de sus elementos de diseño al Prinz.
Con el crecimiento de la economía alemana, NSU estaba interesada en ofrecer automóviles de dimensiones mayores a una creciente clase media alemana, y en 1962, el entonces presidente de NSU, Gerd Stieler con Heydekampf autorizó el desarrollo de un automóvil mediano con tracción delantera, utilizando el revolucionario motor Wankel de la compañía. El jefe de ingeniería Ewald Praxl tuvo la asignación para el desarrollo de dicho vehículo, cuya especificación original dictaba que pesaría 800 g con una potencia de 80 CV, empezando el diseño desde cero.

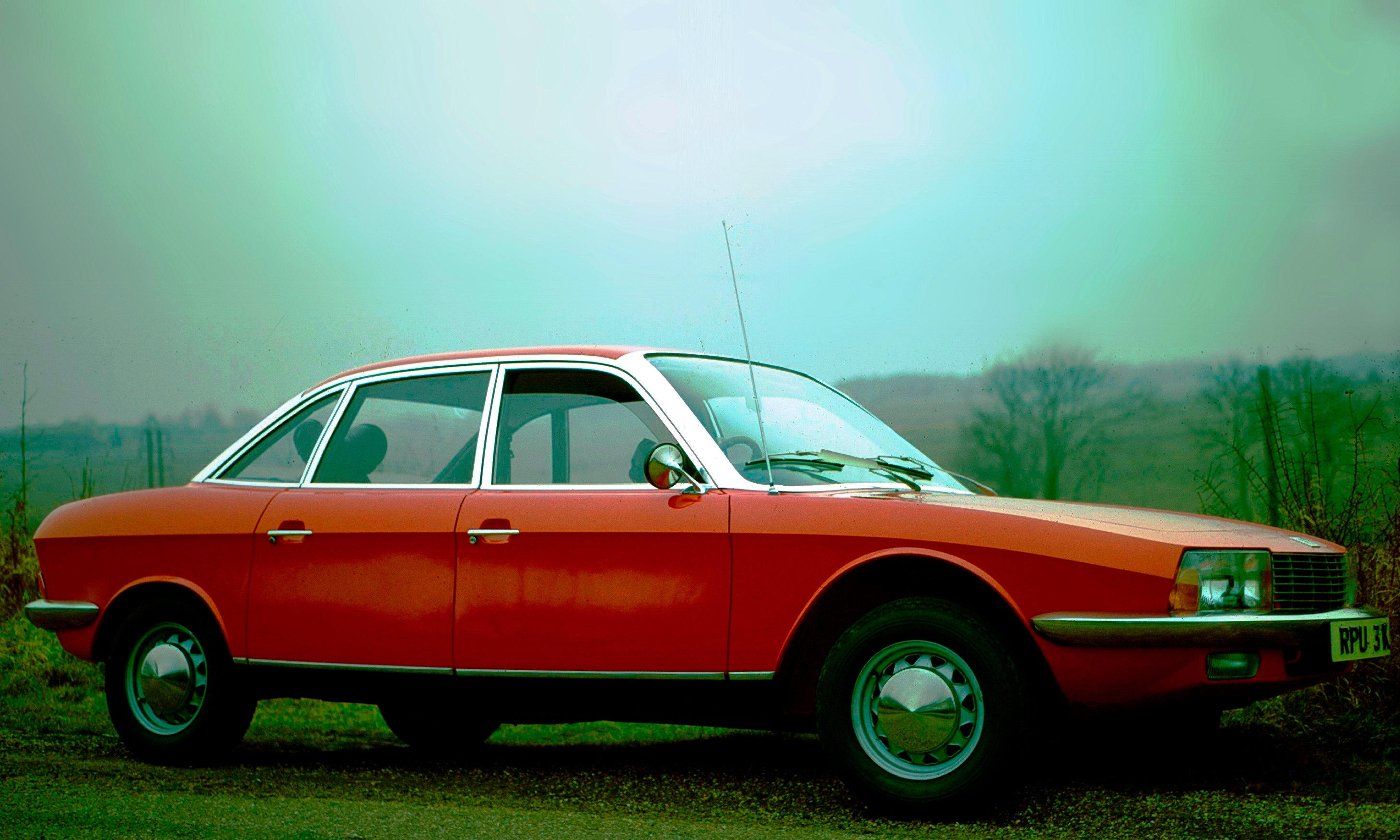
NSU Ro 80. Uno de sus trabajos más conocidos. Por su estética poco convencional y sus innovaciones mecánicas fue amado y odiado en su tiempo.

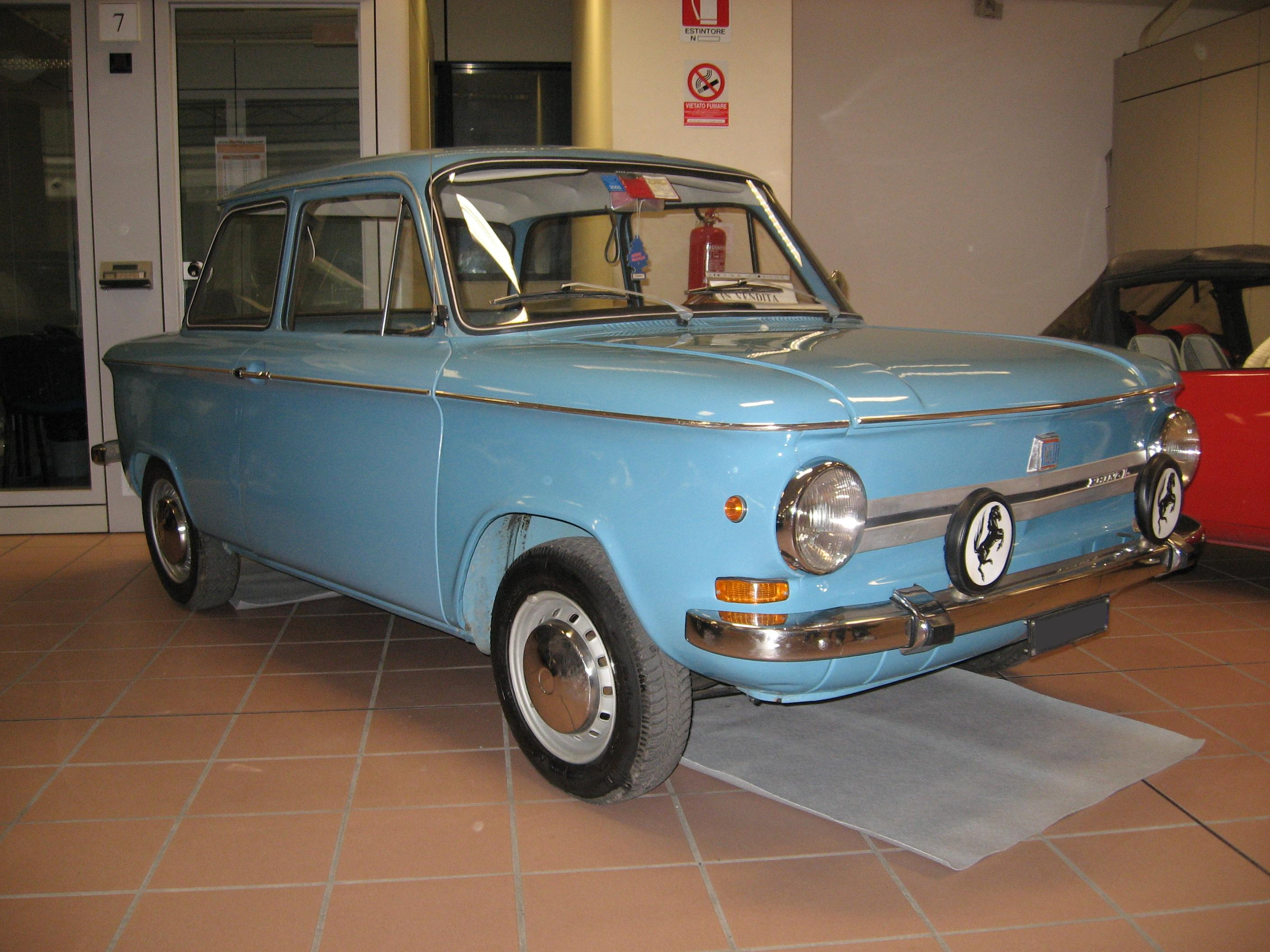
NSU Prinz 4. El primer proyecto realizado para NSU Motorenwerke AG.

El diseño le fue asignado a Luthe, formando equipo con los ingenieros Walter Froede y Georg Jungbluth, quienes darían uso al compacto motor Wankel, creado por Felix Wankel. Luthe creó un diseño limpio en forma de cuña con una gran superficie acristalada, mientras que el equipo de ingeniería proporcionó innovaciones como la suspensión independiente en las cuatro ruedas, la caja de cambios semiautomática y los frenos de disco. El NSU Ro 80 sigue siendo considerado hoy en día como un hito en el diseño automovilístico. Tenía un coeficiente de arrastre de tan sólo 0.35, muy bajo para su época, a pesar de que no se probó en túneles de viento hasta que el diseño estuvo casi terminado. Los modelos de producción redujeron aún más el coeficiente de arrastre a sólo 0.34.

«Después de estas pruebas de túnel de viento, la forma exterior de la carrocería no se ha modificado en absoluto. Tenemos, sin embargo, nuevas perspectivas en el flujo de aire a través de el vano motor y las posibles salidas de aire para el habitáculo. Estas podrían haber sido trasladados hasta el extremo posterior del capó, pero la mejora fue tan marginal y el costo tan alto que estas salidas se mantuvieron en el poste C.»

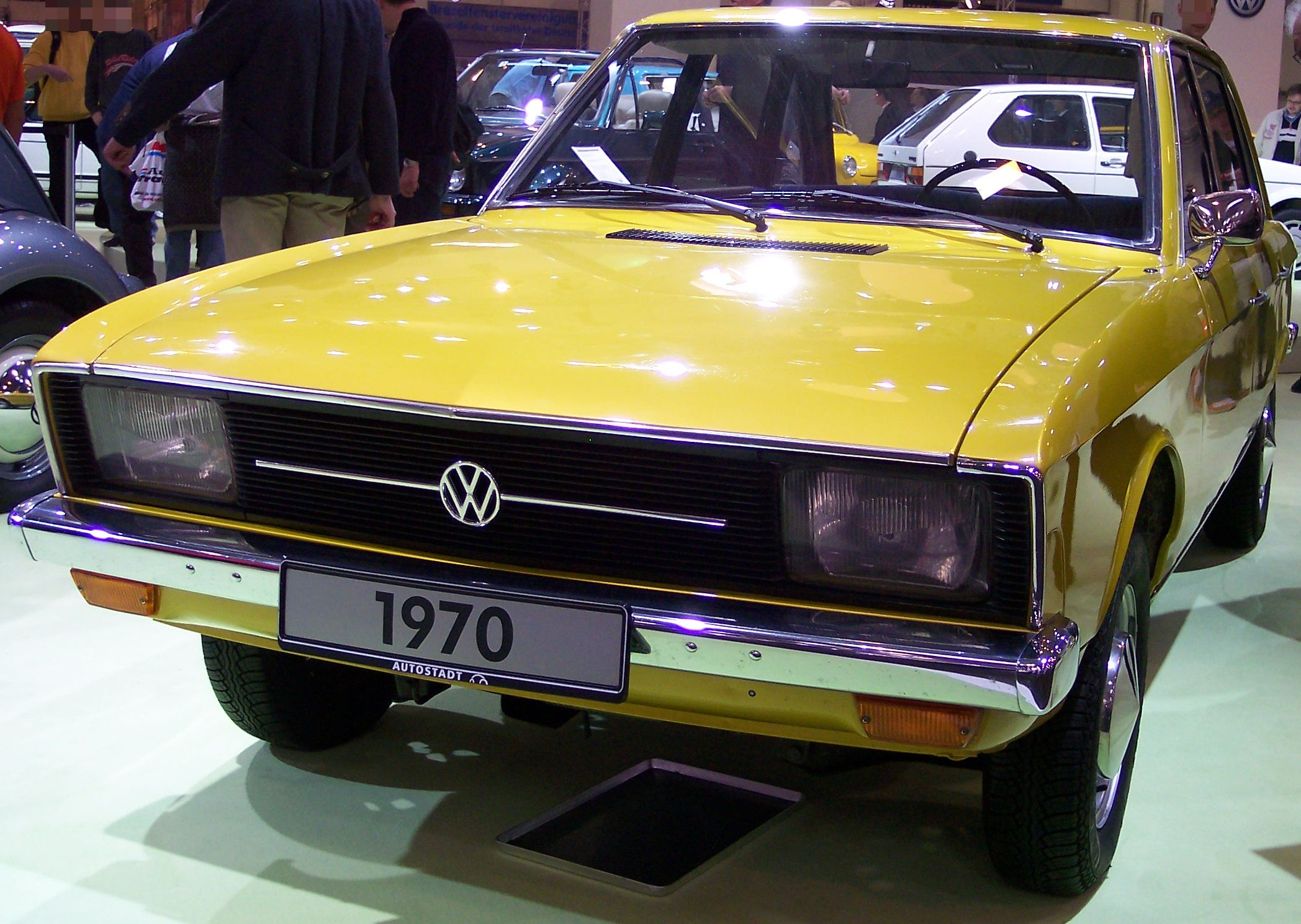
Volkswagen K70.
Originalmente estaba planeado para ser el hermano menor del NSU Ro 80, sin embargo, como Volkswagen adquirió NSU, el K70 cambió de marca.

En el segundo semestre de 1967, cuando el destacable Ro 80 fue introducido en el Salón del Automóvil de Frankfurt, inicialmente no tuvo una gran aceptación por su diseño poco convencional en forma de cuña, sin embargo, sus ventas tuvieron buenos resultados, a tal grado, que todavía a mediados de 1969 había listas de espera para adquirirlo aunque las cifras de producción rondaban las 590 unidades diarias. Desafortunadamente los primeros motores, al ser pesados, sufrían de un fuerte desgaste de los sellos de los rotores, causando graves pérdidas financieras para NSU. 37.204 unidades del Ro 80 fueron producidas hasta su descontinuación en 1977, tiempo en que para entonces la empresa ya había sido parte de Audi, a su vez filial de Volkswagen.
El Volkswagen K70 fue originalmente diseñado por Luthe como el NSU K70, para llenar el hueco existente entre el Prinz y el Ro 80, sin embargo, llegó al mercado en 1970 como un modelo de Volkswagen, después de muchas demoras, principalmente por la compra de NSU por parte de Volkswagen, con algunas modificaciones al diseño original.

### Audi

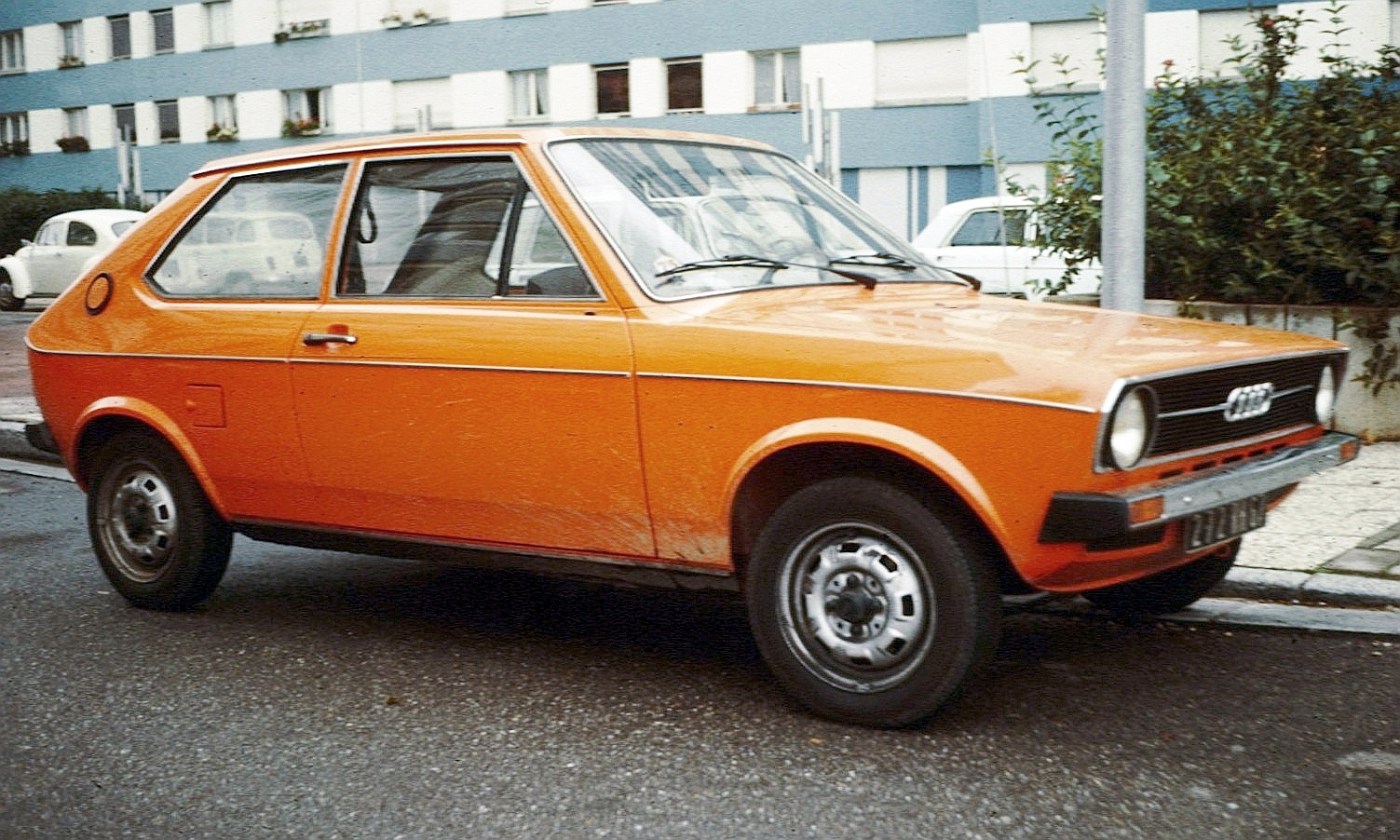
Audi 50. Otro de los destacables proyectos de Claus Luthe. Posteriormente reencarnó como el Volkswagen Polo de primera generación.

Posteriormente a la compra de NSU por Volkswagen, Luthe continuó trabajando para Audi entre 1971 y 1976. Su primer proyecto para Audi fue el Audi 50, que posteriormente se convirtió en la primera generación del Volkswagen Polo. Luthe completó el estilo exterior de este hatchback de 3 puertas, e igualmente diseñó el interior; el concepto del tablero es notablemente similar al originalmente propuesto por Luthe (pero rechazada por la Dirección de NSU) para el prototipo original del Ro 80. Si bien la casa Bertone fue consultada para afinar detalles del diseño final, modificando solamente algunos detalles como las molduras de cromo laterales. El Audi 50 se presentó en agosto de 1974, apenas tres meses después del debut del Volkswagen Golf.
Subsecuentemente diseñó el interior de la segunda generación del Audi 100, e hizo las primeras propuestas del diseño del Audi 80 B2, aunque este último fue modificado sustancialmente siendo finalizado por Giorgetto Giugiaro, después que Luthe dejó Audi.

### BMW
En 1976 Luthe sucedió a Paul Bracq como Jefe de Diseño de BMW, y comenzó a orientar al fabricante bávaro hacia diseños más creativos. En aquel entonces, la compañía ofrecía una completa gama de vehículos, desde la Serie 3 de primera generación hasta la Serie 7 de primera generación, todas ellas con diseños relativamente conservadores desarrollados bajo la dirección de Bracq.

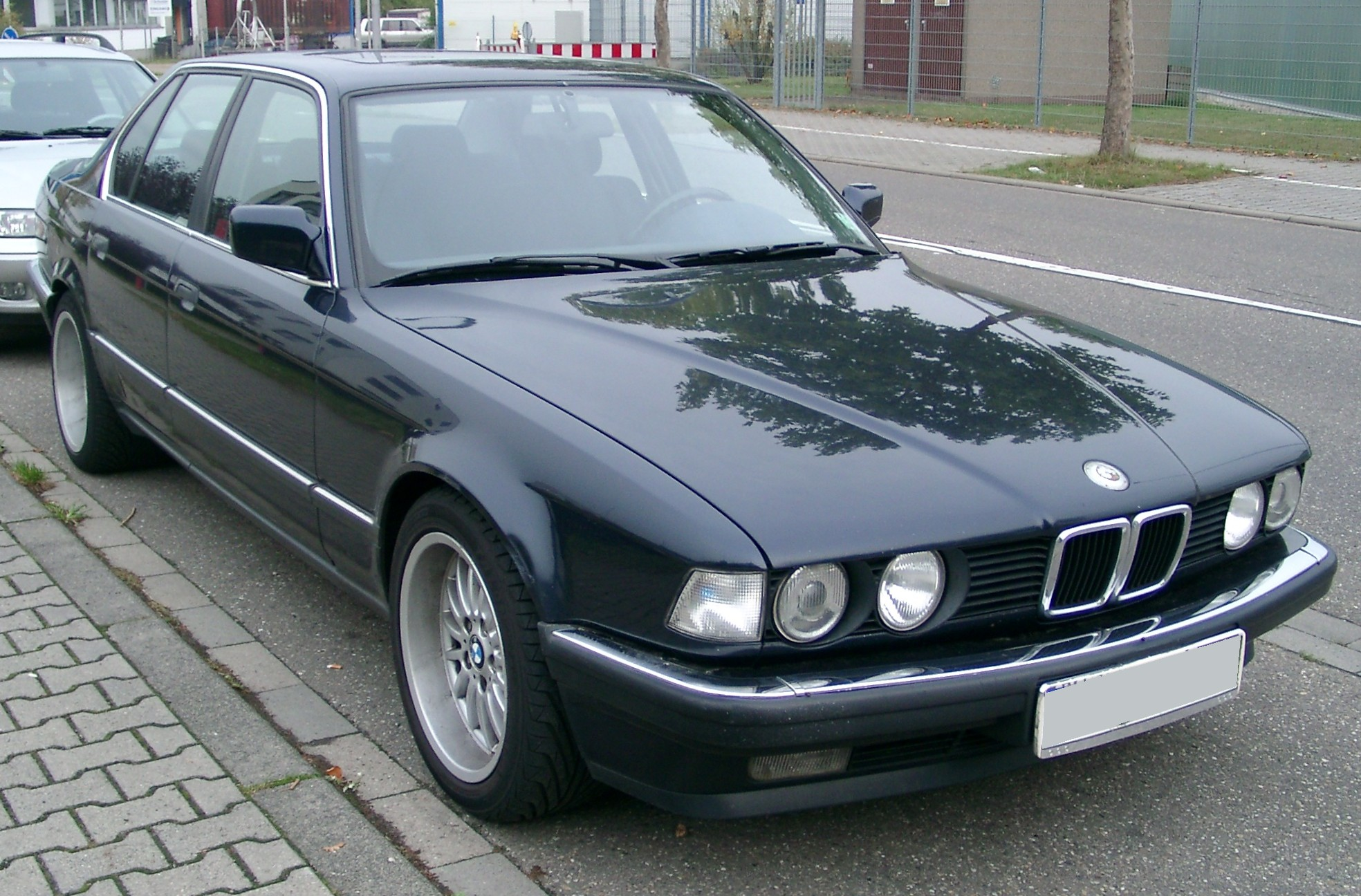
BMW Serie 7 segunda generación (BMW E32).

Luthe entonces fue encomendado para desarrollar un rediseño de la primera generación de la Serie 5 con un presupuesto autorizado de 100 millones de dólares. Luthe entonces resolvió el problema de los costos con la reutilización de la estructura del habitáculo de la serie 5, pero con frente, trasero e interiores rediseñados. También se le dotaron de importantes avances como nuevos ejes delantero y trasero, igualmente se añadió el control de clima, y finalmente, el costo final del proyecto fue de 400 millones de dólares. Sin embargo, la Dirección de BMW quedó convencida de que por las mejoras aplicadas valió la pena el costo.
Su siguiente proyecto fue el de la segunda generación de la BMW Serie 3, se añadió una versión de 4 puertas. Luthe mantuvo el bajo perfil y el conocido frente de la serie 3 con faros dobles redondos, creando así un perfil más suave y el “aire de familia” con la Serie 5.
Tras la introducción de la segunda generación de la Serie 3, el presidente de BMW Herbert Quandt estableció un reto para el equipo de diseño para superar al Mercedes-Benz Clase S (W126) cuyo diseño era muy conservador y corría de la mano de Bruno Sacco. Luthe contrarrestó con un enfoque más radical. El resultado fue un diseño de forma de cuña, elegante, racional, que recuerda de alguna forma al NSU Ro 80, y unas luces traseras poco convencionales con forma de “L”, el nuevo Serie 7 fue en gran medida la antítesis del Mercedes-Benz Clase S. Pese a las preocupaciones de Luthe, la junta directiva de BMW aprobó este diseño con entusiasmo.
Después de ello supervisó el diseño de la tercera generación de la Serie 3, y en 1990 fue nombrado Jefe del Departamento de Diseño, supervisando para entonces la creación de la Serie 8 así como la tercera generación de la Serie 5.

## Vida personal
Luthe estaba casado y tenía cuatro hijos. Dejó su puesto en BMW después de haber sido acusado de apuñalar fatalmente a su hijo menor, de 33 años, que padecía de farmacodependencia crónica, después de una discusión en Viernes Santo. Fue declarado culpable de homicidio y condenado a 33 meses de prisión, pero fue puesto en libertad antes de que hubiera cumplido la totalidad de la pena. Posterior a esto, Luthe regresa a trabajar para BMW, ahora como consultor externo.